# Lista episoadelor Top Gear
Top Gear este o emisiune auto a BBC, câștigătoare a premiilor BAFTA (British Academy for Film and Television Awards), NTA (National Television Awards) și a premiilor Emmy. Se estimează că emisiunea are peste 350 de milioane de telespectatori în lume, din care 5 milioane de telespectatori urmăresc emisiunea în fiecare săptămână în Marea Britanie. Top Gear este prezentată în momentul de față de Jeremy Clarkson, Richard Hammond și James May. În prezent, în România, ea este difuzată pe Discovery Channel.
Lista episoadelor include și 4 episoade speciale ce fac parte din: Top Gear: US Special (seria 9), Top Gear: Botswana Special (seria 10), Top Gear: Vietnam Special (seria 12) and Top Gear: Bolivia Special (seria 14) și două serii speciale: Top Gear Winter Olympics și Top Gear: Polar Special. 
| Serii | Serii | Episoade | Perioada                              |
| ----- | ----- | -------- | ------------------------------------- |
|       | 1     | 10       | 20 octombrie 2002 - 29 decembrie 2002 |
|       | 2     | 10       | 11 mai 2003 - 20 iulie 2003           |
|       | 3     | 9        | 26 Octobrie 2003 - 28 decembrie 2003  |
|       | 4     | 10       | 9 mai 2004 - 1 august 2004            |
|       | 5     | 9        | 24 octombrie 2004 - 26 decembrie 2004 |
|       | 6     | 11       | 22 mai 2005 - 7 august 2005           |
|       | 7     | 6        | 13 noiembrie 2005 - 31 decembrie 2005 |
|       | 8     | 8        | 7 mai 2006 - 30 iulie 2006            |
|       | 9     | 6        | 28 ianuarie 2007 - 4 martie 2007      |
|       | 10    | 10       | 7 octombrie 2007 - 23 decembrie 2007  |
|       | 11    | 6        | 22 iunie 2008 - 27 iulie 2008         |
|       | 12    | 8        | 2 noiembrie 2008 - 28 decembrie 2008  |
|       | 13    | 7        | 21 iunie 2009 - 2 august 2009         |
|       | 14    | 7        | 15 noiembrie 2009 - 3 ianuarie 2010   |
|       | 15    | 6        | 27 iunie 2010 - 1 august 2010         |

## Episoade

### Seria Unu
| #  | Total | Titlu                 | Review | Provocări                                                    | Invitați                     | Data originală    |
| -- | ----- | --------------------- | --- | ------------------------------------------------------------ | ---------------------------- | ----------------- |
| 1  | 1     | „Seria 01, Episod 01” | Citroën Berlingo • Pagani Zonda • Lamborghini Murciélago • Mazda 6                                               | Camere rapide                                                | Harry Enfield                | 20 octombrie 2002 |
| 2  | 2     | „Seria 01, Episod 02” | Ford Focus RS • Noble M12 GTO                                                                                    | Un autobuz zboară peste câteva biciclete.                    | Jay Kay                      | 27 octombrie 2002 |
| 3  | 3     | „Seria 01, Episod 03” | Mini Cooper • Toyota Yaris Verso • Citroën DS • Westfield XTR                                                    | Bunicii prepară prăjituri.                                   | Ross Kemp                    | 3 noiembrie 2002  |
| 4  | 4     | „Seria 01, Episod 04” | Aston Martin Vanquish • Ferrari 575M Maranello • Nissan Skyline R34 GT-R                                         | Salonul Familiei Formula 1                                   | Steve Coogan • Richard Burns | 10 noiembrie 2002 |
| 5  | 5     | „Seria 01, Episod 05” | Mercedes-Benz S-Class • Audi A8 • Maybach 62 • Bentley Arnage                                                    | Transformarea unei mașini într-o mașină de obligații.        | Jonathan Ross                | 17 noiembrie 2002 |
| 6  | 6     | „Seria 01, Episod 06” | Renault Vel Satis • BMW Z4 • Mercedes-Benz SL55 AMG • Honda NSX Type R                                           | Bunicii făcând parcarea cu frâna de mână.                    | Tara Palmer-Tomkinson        | 24 noiembrie 2002 |
| 7  | 7     | „Seria 01, Episod 07” | Saab 9-3 • Lotus Elise 111S                                                                                      | Cea mai rapidă înțelegere.                                   | Rick Parfitt                 | 1 decembrie 2002  |
| 8  | 8     | „Seria 01, Episod 08” | Audi RS6 • Mercedes-Benz E55 AMG • Maserati Coupé • Ford Fiesta • Citroën C3 • Honda Jazz • Nissan Micra • MG ZR | Lada Riva modificată de Lotus • Cel mai rapid om cu un "van" | Sir Michael Gambon           | 8 decembrie 2002  |
| 9  | 9     | „Seria 01, Episod 09” | Volvo XC90 • Subaru Forester • VW Golf R32 • Honda Civic Type R • Toyota Land Cruiser                            | Dezbrăcat până jos Jaguar XJS                                | Gordon Ramsay                | 22 decembrie 2002 |
| 10 | 10    | „Seria 01, Episod 10” | Range Rover • Lotus Esprit • Nissan Primera • TVR T350C                                                          | Cea mai rapidă înțelegere - partea 2                         | Fără invitat                 | 29 decembrie 2002 |

### Seria Doi
| #  | Total | Titlu                 | Review                                                                                                  | Provocări                                                              | Invitați         | Data originală |
| -- | ----- | --------------------- | --- | ---------------------------------------------------------------------- | ---------------- | -------------- |
| 1  | 11    | „Seria 02, Episod 01” | Smart Roadster • Volkswagen Beetle Cabriolet • Bowler Wildcat • Bentley T2                              | Un racer de "drag" folosește motor cu reacție Nissan Sunny             | Vinnie Jones     | 11 mai 2003    |
| 2  | 12    | „Seria 02, Episod 02” | Rolls-Royce Phantom • Rover P5 • BMW M3 • Audi S4                                                       | Cea mai rapidă petrecere politică                                      | Jamie Oliver     | 18 mai 2003    |
| 3  | 13    | „Seria 02, Episod 03” | Volkswagen Touareg • Lexus SC430 • Hyundai Coupe • BMW Z8 • Perodua Kelisa                              | Traversând țara cu rapiditate supercar                                 | David Soul       | 25 mai 2003    |
| 4  | 14    | „Seria 02, Episod 04” | Jaguar R Coupe • Jaguar XKR-R • Aston Martin DB7 GT                                                     | Cât de departe poți merge până sa devii plictisit în Mark 3 Jaguar XJR | Boris Johnson    | 1 iunie 2003   |
| 5  | 15    | „Seria 02, Episod 05” | Porsche 996 Turbo • Ford Street Ka •James May on TR6 • Renault Clio V6                                  | Raliul echipajului groapă vs. Femeie ce este gata pentru o noapte albă | Anne Robinson    | 8 iunie 2003   |
| 6  | 16    | „Seria 02, Episod 06” | Subaru Impreza WRX STI • Mitsubishi Lancer Evolution VIII • Vauxhall VX220 Turbo • Peugeot 206 GTI      | Înregistrarea vitezei pe un teren pentru remeorcarea unor rulote       | Richard Whiteley | 15 iunie 2003  |
| 7  | 17    | „Seria 02, Episod 07” | Koenigsegg CC8S • Renault Megane • Hummer H1 • Hummer H2                                                | Testul de "accident" într-un Megan condus de un șofer real             | Neil Morrisey    | 22 iunie 2003  |
| 8  | 18    | „Seria 02, Episod 08” | Nissan 350Z • Alfa Romeo 147 GTA • Citroën C3 Pluriel • Mercedes-Benz CLK500 • Audi A4 • Daihatsu Copen | Cursa pentru Univers                                                   | Jodie Kidd       | 6 iulie 2003   |
| 9  | 19    | „Seria 02, Episod 09” | Vandenbrink Carver • Volvo S60 R • GM HyWire • Vauxhall Signum                                          | Fără provocări                                                         | Patrick Stewart  | 13 iulie 2003  |
| 10 | 20    | „Seria 02, Episod 10” | TVR T350C • Overfinch Range Rover • Cadillac Sixteen • Volkswagen Phaeton                               | Land Rover și schimbarea                                               | Alan Davies      | 20 iulie 2003  |

### Seria Trei
| # | Total | Titlu                 | Review | Provocări                                                                         | Invitați        | Dată originală    |
| - | ----- | --------------------- | --- | --------------------------------------------------------------------------------- | --------------- | ----------------- |
| 1 | 21    | „Seria 03, Episod 01” | Ford GT • BMW 5-Series • Porsche 996 GT3                                                                      | Poate Volkswagen Lupo versiunea pe motorină să fie mai bună decât cea pe benzină? | Martin Kemp     | 26 octombrie 2003 |
| 2 | 22    | „Seria 03, Episod 02” | BMW M3 CSL • BMW M1 • BMW M3 • BMW M5 • Porsche Boxster • BMW Z4 • Honda S2000                                | Volvo 240 așteaptă să meargă în patru caravane                                    | Stephen Fry     | 2 noiembrie 2003  |
| 3 | 23    | „Seria 03, Episod 03” | Bentley Continental GT • Subaru Legacy Outback • Saab 9-5                                                     | Saab 9-5 vs. BAE Sea Harrier/Cum să scapi dintr-o mașina "moartă"                 | Rob Brydon      | 9 noiembrie 2003  |
| 4 | 24    | „Seria 03, Episod 04” | Lamborghini Miura • Lamborghini Countach • Mini Cooper S • Lamborghini Gallardo                               | Fără Provocări                                                                    | Rich Hall       | 16 noiembrie 2003 |
| 5 | 25    | „Seria 03, Episod 05” | Mazda RX-8 • Fiat Panda                                                                                       | Este Toyota Hilux indistructibilă ?                                               | Simon Cowell    | 23 noiembrie 2003 |
| 6 | 26    | „Seria 03, Episod 06” | Citroën C2 • Aston Martin V8 Vantage (1977) • Holden Monaro                                                   | Este Toyota Hilux indistructibilă? - Partea 2                                     | Sanjeev Bhaskar | 7 decembrie 2003  |
| 7 | 27    | „Seria 03, Episod 07” | MG XPower SV • Porsche Cayenne Turbo • Mercedes-Benz SLR McLaren                                              | Care profesor poate să o ardă? - Care este cea mai bună mașină engleză?           | Rory Bremner    | 14 decembrie 2003 |
| 8 | 28    | „Seria 03, Episod 08” | Mercedes 280SL • Nissan Micra • Aston Martin Lagonda • Audi TT                                                | Top Gear jocul generației                                                         | Johnny Vegas    | 21 decembrie 2003 |
| 9 | 29    | „Seria 03, Episod 09” | Chrysler Crossfire • Smart Roadster (Brabus V6 Bi-Turbo) • Jaguar XJ6 • Honda Civic Type R • Honda NSX Type R | Premiile Top Gear 2003                                                            | Carol Vorderman | 28 decembrie 2003 |

### Seria Patru
| #  | Total | Title                 | Reviews                                                                                                  | Features/Challenges | Guest                             | Original airdate |
| -- | ----- | --------------------- | --- | --- | --------------------------------- | ---------------- |
| 1  | 30    | „Seria 04, Episod 01” | Lotus Exige • Rover CityRover • Aston Martin DB9                                                         | Cursa măreață: Aston Martin DB9 vs. TGV și Eurostar cel mai rapid tren francez - Londra către Monte Carlo • Apache Navă de război Elicopter vs. Lotus                             | Fay Ripley                        | 9 mai 2004       |
| 2  | 31    | „Seria 04, Episod 02” | Mercedes-Benz SLR McLaren • Alfa Romeo 166 • Cadillac Escalade • Ford FAB-1                              | O călugăriță într-un monster truck • Richard Hammond este hipnotizat | Paul McKenna                      | 16 mai 2004      |
| 3  | 32    | „Seria 04, Episod 03” | Porsche 996 GT3 RS • Ferrari 360 Challenge Stradale • 1968 Dodge Charger 440 R/T                         | Mașini de £100 . (Volvo 760 V6 GLE, Audi 80, Rover 416 GTi]) | Jordan                            | 23 mai 2004      |
| 4  | 33    | „Seria 04, Episod 04” | Porsche Carrera GT • Audi A8 TDi V8 • Ford SportKa                                                       | May și Hammond joacă 'darts cu mașini' • V8 Diesel Audi A8 cursă de anduranță (Londra către Edinburgh și înapoi) • Ford SportKa vs. racing pigeon • Evo vs. STi bătălia revizuită | Ronnie O'Sullivan                 | 30 mai 2004      |
| 5  | 34    | „Seria 04, Episod 05” | MG ZT 260 • BMW 645Ci • Jaguar XK-R • Porsche 996 Carrera 2 • Vauxhall Astra • Mazda 3 • Volkswagen Golf | Performanța Sport Coupe Pendine Sands • Volkswagen Golf electrocutat (cu Hammond în el)                                                                                           | Johnny Vaughan • Denise Van Outen | 6 iunie 2004     |
| 6  | 35    | „Seria 04, Episod 06” | Renault Clio RenaultSport • Jaguar XJS • Cadillac CTS • Nissan Cube                                      | Poți merge cu mașina într-o piscină? Investigațiile lui Hammond | Sir Terry Wogan                   | 13 iunie 2004    |
| 7  | 36    | „Seria 04, Episod 07” | Spyker C8 Spyder • Mercedes-Benz CL 65 AMG • Renault Scenic • Ford C-MAX                                 | Hammond și May testează mini MPVs ca șoferi de minicab | Lionel Richie                     | 11 iulie 2004    |
| 8  | 37    | „Seria 04, Episod 08” | Ford GT • Maserati Quattroporte                                                                          | Motorină vs. Benzină • Zburând deasupra mașinilor cu Boeing 747 | Martin Clunes                     | 18 iulie 2004    |
| 9  | 38    | „Seria 04, Episod 09” | • Fiat Barchetta • Mercedes-Benz SL600 • Mazda MX-5 • Toyota MR2 • Jaguar X-Type Estate                  | May și Hammond caută ce e mai bun pentru un oraș • Poți să te parașutezi într-o mașină în mișcare?                                                                                | Ranulph Fiennes                   | 25 iulie 2004    |
| 10 | 39    | „Seria 04, Episod 10” | Peugeot 407 • Volvo V50 • BMW X3 • Chevrolet Corvette C6                                                 | Hammond conduce Peugeot 407 • Olimpiada Mașinilor: Săritura în lungime | Patrick Kielty                    | 1 august 2004    |

### Seria Cinci
| # | Total | Titlu                 | Review | Provocări | Invitați                                                                          | Dată orginală     |
| - | ----- | --------------------- | --- | --- | --------------------------------------------------------------------------------- | ----------------- |
| 1 | 40    | „Seria 05, Episod 01” | Porsche 997 Carrera S • Holden/Vauxhall Monaro VX-R • Chrysler 300C • Jaguar S-Type R                                                      | Poate un camion de înghețată să sară într-un castel? | Bill Bailey                                                                       | 24 octombrie 2004 |
| 2 | 41    | „Seria 05, Episod 02” | Ford Focus • Vauxhall Astra • Volkswagen Golf • Jaguar XJ220 • Pagani Zonda • Enzo Ferrari • Ferrari F40 • McLaren F1 • Porsche Carrera GT | Un skateboarder vs. o mașină de curse | Geri Halliwell                                                                    | 31 octombrie 2004 |
| 3 | 42    | „Seria 05, Episod 03” | Dodge Viper SRT-10 | Jeremy Clarkson conduce Land Rover Discovery pe cei mai înalți munți din Scoția • Richard Hammond încearcă să găsească cea mai nebună mașină din lume                      | Joanna Lumley                                                                     | 7 noiembrie 2004  |
| 4 | 43    | „Seria 05, Episod 04” | Pagani Zonda S Roadster • Aston Martin Vanquish S • Ferrari 575M • Smart Forfour                                                           | 24 ore într-un Smart ForFour, jucând cu caravanele. | Jimmy Carr • Steve Coogan                                                         | 14 noiembrie 2004 |
| 5 | 44    | „Seria 05, Episod 05” | Morgan Aero 8 GTN • Mercedes-Benz 300SL | Cariera piloților de curse • Jeremy pornește la 10:00 înconjurând Nürburgring Nordschleife într-o mașină diesel                                                            | Christian Slater • Tim Harvey • Matt Neal • Anthony Reid • Rob Huff • Tom Chilton | 21 noiembrie 2004 |
| 6 | 45    | „Seria 05, Episod 06” | Volkswagen Golf V GTI | Cum să coste un Porsche £1500? Porsche 924, Porsche 944, Porsche 928 • | Cliff Richard • Billy Baxter                                                      | 5 decembrie 2004  |
| 7 | 46    | „Seria 05, Episod 07” | Toyota Prius • Ford Mustang • Mitsubishi Lancer Evolution VIII MR FQ400                                                                    | Care roadster este mai bun? (Porsche Boxster S vs Mercedes-Benz SLK 350) * Premiile Top Gear 2004                                                                          | Roger Daltrey                                                                     | 12 decembrie 2004 |
| 8 | 47    | „Seria 05, Episod 08” | Ferrari 612 Scaglietti | Cursa măreață: Ferrari 612 Scaglietti vs Jet Plane către Verbier • Mașini noi vs. mașini vechi • Evo vs bobsled • Stig cobară sub 1:00 min power lap într-o Renault F1 car | Eddie Izzard                                                                      | 19 decembrie 2004 |
| 9 | 48    | „Seria 05, Episod 09” | Ariel Atom • BMW 1-Series • Mercedes-Benz G55 AMG                                                                                          | Găsește o 'perlă' dintre toate colecțiile Pacific Rim | Trinny Woodall • Susannah Constantine                                             | 26 decembrie 2004 |

### Seria Șase
| #  | Total | Titlu                 | Review                                                                          | Provocări | Invitați                    | Dată originală |
| -- | ----- | --------------------- | ------------------------------------------------------------------------------- | --- | --------------------------- | -------------- |
| 1  | 49    | „Seria 06, Episod 01” | Mercedes-Benz CLS55 AMG • Honda Element                                         | Fotbal cu Toyota Aygo • Range Rover Sport vs Challenger 2 Tank                                               | James Nesbitt               | 22 mai 2005    |
| 2  | 50    | „Seria 06, Episod 02” | Maserati MC12                                                                   | Prezentatorii își cumpără coupé cu 2 portiere care costa £1500 (Mitsubishi Starion, Jaguar XJS V12, BMW 635) | Jack Dee                    | 29 mai 2005    |
| 3  | 51    | „Seria 06, Episod 03” | Aston Martin DB9 Volante • Maserati Bora • Wiesmann MF 3 • TVR Tuscan           | Clarkson deschide o piscină publică cu un Rolls-Royce'70                                                     | Christopher Eccleston       | 12 iunie 2005  |
| 4  | 52    | „Seria 06, Episod 04” | Cadillac CTS-V • Renault Modus • Honda Jazz • Peugeot 1007 • BMW 320d           | Mamele prezentatorilor Top Gear așteaptă ca mașinile lor să fie evaluate                                     | Omid Djalili                | 19 iunie 2005  |
| 5  | 53    | „Seria 06, Episod 05” | Aston Martin DB5 • Jaguar E-Type • Nissan Murano • Maserati Coupé               | Clarkson conduce Porsche Boxster S și Mercedes-Benz SLK 55 AMG                                               | Damon Hill                  | 26 iunie 2005  |
| 6  | 54    | „Seria 06, Episod 06” | Aston Martin DBR9 • Mercedes-Benz SLR McLaren                                   | Cursa măreață: Mercedes-Benz SLR McLaren vs. un feribot. Londra, Marea Britanie către Oslo, Norvegia.        | David Dimbleby              | 3 iulie 2005   |
| 7  | 55    | „Seria 06, Episod 07” | TVR Sagaris                                                                     | Fiat Panda vs un maratonist • Sabine Schmitz vrea sa bată 10:00 la circuitul Nürburgring în Ford Transit     | Justin Hawkins              | 10 iulie 2005  |
| 8  | 56    | „Seria 06, Episod 08” | Ferrari F430 • Audi TT • Nissan 350Z • Chrysler Crossfire                       | Prezentatorii testează decapotabile în Islanda Audi TT • Nissan 350Z • Chrysler Crossfire                    | Tim Rice                    | 17 iulie 2005  |
| 9  | 57    | „Seria 06, Episod 09” | BMW M5 • Vauxhall Astra VXR • Renault Mégane Sport • Volkswagen Golf GTI        | Hammond și May fac "teste de drum" cu mașinile unor bețivi                                                   | Chris Evans                 | 24 iulie 2005  |
| 10 | 58    | „Seria 06, Episod 10” | BMW 535d • Bentley Continental Flying Spur                                      | Conducând la suprafața unui lac în Islanda • Care este cea mai distractivă "jucărie" off-road?               | Davina McCall • Mark Webber | 31 iulie 2005  |
| 11 | 59    | „Seria 06, Episod 11” | Ford F150 SVT Lightning • Vauxhall Monaro VXR • Lamborghini Murciélago Roadster | Făcând Top Gear Theme Song cu ajutorul sunetelor motoarelor                                                  | Timothy Spall               | 7 august 2005  |

### Seria Șapte
| # | Total | Titlu                 | Review                                                                | Provocări | Invitați                    | Dată originală    |
| - | ----- | --------------------- | --------------------------------------------------------------------- | --- | --------------------------- | ----------------- |
| 1 | 60    | „Seria 07, Episod 01” | Ascari KZ1 • Aston Martin V8 Vantage • BMW M6 • Porsche 997 Carrera S | Performanța sport coupe în Insula Man • Top Gear 2005 rezultate                                                                                                | Trevor Eve                  | 13 noiembrie 2005 |
| 2 | 61    | „Seria 07, Episod 02” | Porsche Cayman S • Audi RS4                                           | May și Hammond încearcă să trăiască în mașini RC • Audi RS4 vs Cățărători rapizi                                                                               | Ian Wright                  | 20 noiembrie 2005 |
| 3 | 62    | „Seria 07, Episod 03” | Ford Focus ST • Ferrari F430 • Pagani Zonda S • Ford GT               | Un drum spre Millau Viaduct, Franța | Stephen Ladyman             | 27 noiembrie 2005 |
| 4 | 63    | „Seria 07, Episod 04” | Pagani Zonda F • Renault Clio                                         | Motor italian, supermașini la prețuri decente • Renault Clio vs. BMX Lisbona, Portugalia către Londra                                                          | Dame Ellen MacArthur        | 4 decembrie 2005  |
| 5 | 64    | „Seria 07, Episod 05” | Marcos TSO • Bugatti Veyron • Porsche 911                             | Bugatti Veyron vs. Cessna 182(avion privat) de la Alba, Italia spre Londra • RWD vs. AWD Porsche                                                               | Nigel Mansell               | 11 decembrie 2005 |
| 6 | 65    | „Seria 07, Episod 06” | Volkswagen Golf R32 • BMW 130i • Mazda MX-5                           | Timpul unui tur de circuit într-un joc vs. viața reală; pe care o poate face Clarkson mai bine? • Cursa: Mazda MX-5 vs. Ogar cenuștiu • Premiile Top Gear 2005 | David Walliams • Jimmy Carr | 27 decembrie 2005 |

#### Olimpiada de Iarnă
| Total | Titlu                        | Review | Provocări                             | Invitați | Dată originală    |
| ----- | ---------------------------- | ------ | ------------------------------------- | -------- | ----------------- |
| 66    | „Special Olimpiada de Iarnă” | Fără   | Probele olimpiadei de iarnă cu mașini | Fără     | 12 februarie 2006 |

### Seria Opt
| # | Total | Titlu                 | Review | Provocări | Invitați | Dată originală |
| - | ----- | --------------------- | --- | --- | --- | -------------- |
| 1 | 67    | „Seria 08, Episod 01” | Koenigsegg CCX • Honda Civic • Nissan Micra C+C                                                                                 | Cariera oamenilor | (Chevrolet Lacetti) • Well-spoken man • Alan Davies • Trevor Eve • Jimmy Carr • Justin Hawkins • Rick Wakeman • Les Ferdinand | 7 mai 2006     |
| 2 | 68    | „Seria 08, Episod 02” | Chevrolet Corvette Z06 • Jaguar XK vs. Mercedes-Benz SL 350 vs. BMW 650i                                                        | Tomcat 4WD vs. un motor puternic kayak cursă în Islanda • Prezentând un show la radio, cât de greu poate fi? • Stig face un tur cu Suzuki Liana | Gordon Ramsay | 14 mai 2006    |
| 3 | 69    | „Seria 08, Episod 03” | Lotus Exige S | Cursa mașinilor amfibie | Philip Glenister | 21 mai 2006    |
| 4 | 70    | „Seria 08, Episod 04” | BMW Z4 M vs. Porsche Boxster S • Koenigsegg CCX Top Gear Wing • Mercedes-Benz S500 • Porsche Cayenne Turbo S                    | Făcând un design "Anne Hathaway's Cottage" în Mercedes-Benz S-Class • Cursă: Porsche Cayenne vs. un parașutist                                  | Ewan McGregor | 28 mai 2006    |
| 5 | 71    | „Seria 08, Episod 05” | Prodrive P2 • Citroën C6 | Fotbal cu mașini 2 • James May în concurență cu Jackie Stewart                                                                                  | Sir Michael Gambon | 4 iunie 2006   |
| 6 | 72    | „Seria 08, Episod 06” | Ford Mondeo ST220 vs. Mazda 6 MPS vs. Vauxhall Vectra VXR                                                                       | Prezentatorii merg în vacanță cu rolota și o ruinează                                                                                           | Brian Cox | 16 iulie 2006  |
| 7 | 73    | „Seria 08, Episod 07” | Lamborghini Gallardo Spyder • Peugeot 207 1.6L Diesel • Ford S-Max 2.5L 200 PS • Mercedes-Benz B200 Turbo • Vauxhall Zafira VXR | Caterham Seven kit-ul unei mașini de curse • Cursă în Liverpool: Peugeot 207 vs. parkour                                                        | Steve Coogan | 23 iulie 2006  |
| 8 | 74    | „Seria 08, Episod 08” | Noble M15 • Ford Transit vs. Renault Master vs. Volkswagen T30 TDI 174 Sportline                                                | Concurs cu van-uri de £1000 (Ford Transit, LDV Convoy, Suzuki Super Carry) • A fi un șofer cu The Who                                           | Jenson Button • Ray Winstone                                                                                                  | 30 iulie 2006  |

### Seria Nouă
| # | Total | Title                 | Reviews                                       | Features | Guest                      | Original airdate  |
| - | ----- | --------------------- | --------------------------------------------- | --- | -------------------------- | ----------------- |
| 1 | 75    | „Seria 09, Episod 01” | Jaguar XKR vs. Aston Martin V8 Vantage        | Lucrări la drumuri în 24 ore • Richard Hammond povestind un accident                                                                                             | Jamie Oliver               | 28 ianuarie 2007  |
| 2 | 76    | „Seria 09, Episod 02” | Audi TT vs. Mazda RX-8 vs. Alfa Romeo Brera   | Cpt. Încetineală conduce Bugatti Veyron ce atinge viteza de 253mph (407km/h) • Mașinile pot fi numite 'artă'. Prezentatorii joacă Golf.                          | Hugh Grant                 | 4 februarie 2007  |
| 3 | 77    | „Seria 09, Episod 03” | None                                          | US Special | The Stig's American cousin | 11 februarie 2007 |
| 4 | 78    | „Seria 09, Episod 04” | Brabus S Biturbo roadster • Porsche 997 Turbo | Reliant Robin Concurs spațiu | Simon Pegg                 | 18 februarie 2007 |
| 5 | 79    | „Seria 09, Episod 05” | Lamborghini Murciélago LP640                  | Clarkson observă un accident de tren • Concurs: Tractoare (Fendt 930 Vario, JCB Fastrac 8250, Case STX Steiger 530): Prezentatorii recoltează propriul carburant | Kristin Scott Thomas       | 25 februarie 2007 |
| 6 | 80    | „Seria 09, Episod 06” | Shelby Mustang GT500                          | Prezentatorii construiesc propria limuzina din mașini obișnuite (Fiat Panda, MGF, Alfa Romeo 164 V6 & Saab 9000 V6) și primesc câteva provocări                  | Billie Piper               | 4 martie 2007     |

#### Top Gear of the Pops
| Titlu                  | Review | Provocări            | Invitați | Dată originală |
| ---------------------- | ------ | -------------------- | --- | -------------- |
| „Top Gear of the Pops” | Fără   | Top Gear of the Pops | Lethal Bizzle, McFly, Travis, Supergrass (with Adrian Edmonson on guitar), Justin Hawkins, and the 'Top Gear Band'. | 16 martie 2007 |

#### Polar Special
| Total | Titlu                     | Review | Provocări               | Invitați                                | Dată Originală |
| ----- | ------------------------- | ------ | ----------------------- | --------------------------------------- | -------------- |
| 81    | „Top Gear: Polar Special” | Fără   | Top Gear: Polar Special | Matty McNair, Ranulph Fiennes (briefly) | 25 iulie 2007  |

### Seria Zece
| #  | Total | Titlu                 | Review | Provocări | Invitați                                                                  | Dată originală    |
| -- | ----- | --------------------- | --- | --- | ------------------------------------------------------------------------- | ----------------- |
| 1  | 82    | „Seria 10, Episod 01” | Volkswagen Golf GTI W12 • Porsche 997 GT3 RS vs. Lamborghini Gallardo Superleggera vs. Aston Martin V8 Vantage N24 | O excursie pentru a găsi cele mai mărețe drumuri din lume.                                                                                            | Dame Helen Mirren                                                         | 7 octombrie 2007  |
| 2  | 83    | „Seria 10, Episod 02” | Audi R8 vs. Porsche 997 Carrera S                                                                                  | Cursa mașinilor amfibie II: Traversând Channel | Jools Holland                                                             | 14 octombrie 2007 |
| 3  | 84    | „Seria 10, Episod 03” | Ferrari 599 GTB Fiorano • Ferrari 275 GTS • Rolls-Royce Phantom Drophead Coupé • Peel P50                          | Cursă Bugatti Veyron vs Eurofighter Typhoon • Clarkson conduce Peel P50 (cea mai mică mașină din lume) prin sediul BBC                                | Ronnie Wood                                                               | 28 octombrie 2007 |
| 4  | 85    | „Seria 10, Episod 04” | Fără | Botswana Special | Stig și vărul lui african                                                 | 4 noiembrie 2007  |
| 5  | 86    | „Seria 10, Episod 05” | Caparo T1 • Aston Martin V8 Vantage Roadster • Mercedes-Benz GL 500                                                | Cursa Londrei - Mașină vs. Bicicletă vs. Transport în coun vs. Barcă                                                                                  | Simon Cowell                                                              | 11 noiembrie 2007 |
| 6  | 87    | „Seria 10, Episod 06” | Honda Civic Type-R • Alfa Romeo 159 • Mercedes-Benz E63 AMG Estate vs. BMW M5 Touring                              | O nouă formă a motorului sport • Alfa Romeo 159 vs. un om înalt ce traverseaza estuarul Humber                                                        | Lawrence Dallaglio • Matt Neal • Anthony Reid • Tom Chilton • Mat Jackson | 18 noiembrie 2007 |
| 7  | 88    | „Seria 10, Episod 07” | Aston Martin DBS                                                                                                   | Concurs mașini britanice £1200 British Leyland (Rover SD1, Triumph Dolomite Sprint, Austin Princess)                                                  | Jennifer Saunders                                                         | 25 noiembrie 2007 |
| 8  | 89    | „Seria 10, Episod 08” | Vauxhall VXR8 | Hammond în mașinaRenault R25 Formula One • Istoria automobilelor • Un satelit GPS controlează un BMW 330i ce merge singur, spre uimirea lui Clarkson. | James Blunt • Lewis Hamilton                                              | 2 decembrie 2007  |
| 9  | 90    | „Seria 10, Episod 09” | Ascari A10 • Fiat 500                                                                                              | Top Gear intră în Britcar Cursă de anduranță (24 ore) • Cursă: Fiat 500 vs. BMX în Budapesta                                                          | Keith Allen                                                               | 9 decembrie 2007  |
| 10 | 91    | „Seria 10, Episod 10” | BMW M3 vs. Mercedes-Benz C63 AMG vs. Audi RS4 • Jaguar XF                                                          | Mașini de performanță germane • Premiile Top Gear 2007                                                                                                | David Tennant                                                             | 23 decembrie 2007 |

#### Top Ground Gear Force
| Titlu                   | Review | Provocări             | Invitați       | Data originală |
| ----------------------- | ------ | --------------------- | -------------- | -------------- |
| „Top Ground Gear Force” | Fără   | Top Ground Gear Force | Steve Redgrave | 14 martie 2008 |

### Seria Unusprezece
| # | Total | Titu                  | Review                                                                                                   | Provocări | Invitați                         | Dată originală |
| - | ----- | --------------------- | --- | --- | -------------------------------- | -------------- |
| 1 | 92    | „Seria 11, Episod 01” | Ferrari F430 Scuderia                                                                                    | Cursa mașinilor de poliție ce costă £1000 (Fiat Coupé 20v Turbo, Lexus LS400, Suzuki Vitara) • Investigația economiei carburantului - Clarkson | Alan Carr • Justin Lee Collins   | 22 iunie 2008  |
| 2 | 93    | „Seria 11, Episod 02” | Mitsubishi Lancer Evolution X • Subaru Impreza WRX STi • Audi RS6 • Mercedes-Benz CLK63 AMG Black Series | Cursă: Audi RS6 vs French Skiers | Rupert Penry-Jones • Peter Firth | 29 iunie 2008  |
| 3 | 94    | „Seria 11, Episod 03” | Bentley Brooklands                                                                                       | Cursă: Alfa Romeos pentru £1000 (Alfa Romeo 75 V6, Alfa Romeo GTV 2.0, Alfa Romeo Spider)                                                      | James Corden • Rob Brydon        | 6 iulie 2008   |
| 4 | 95    | „Seria 11, Episod 04” | Alfa Romeo 8C Competizione • Nissan GT-R                                                                 | Cursă măreață: Nissan GT-R vs Japonezi Bullet Train - Hakui spre Chiba                                                                         | Fiona Bruce • Kate Silverton     | 13 iulie 2008  |
| 5 | 96    | „Seria 11, Episod 05” | Nissan GT-R                                                                                              | Limuzine de lux clasice: Mercedes-Benz 600 vs Rolls-Royce Corniche • Daihatsu Terios                                                           | Peter Jones • Theo Paphitis      | 20 iulie 2008  |
| 6 | 97    | „Seria 11, Episod 06” | Gumpert Apollo • Mitsuoka Orochi • Mitsuoka Galue III • Mazda Furai                                      | S (Top Gear) vs. The Germans (D Motor) | Jay Kay                          | 27 iulie 2008  |

### Seria Doisprezece
| # | Total | Titlu                 | Review                                                                                     | Provocări | Invitați                                                                | Data originală    |
| - | ----- | --------------------- | ------------------------------------------------------------------------------------------ | --- | ----------------------------------------------------------------------- | ----------------- |
| 1 | 98    | „Seria 12, Episod 01” | Porsche 997 GT2 • Lamborghini Gallardo LP560-4                                             | Cât de mult primești de la Lorry £5,000? (Scania P94D, Renault Magnum, ERF)                                                              | Michael Parkinson • Stig și verișorul Lorry                             | 2 noiembrie 2008  |
| 2 | 99    | „Seria 12, Episod 02” | Fiat Nuova 500 Abarth • Dodge Challenger SRT8 • Chevrolet Corvette C6 ZR1 • Cadillac CTS-V | Top Gear și mașinile puternice | Will Young                                                              | 9 noiembrie 2008  |
| 3 | 100   | „Seria 12, Episod 03” | Toyota I-Real • Renault Avantime                                                           | Concurs de Tuning: Poate un Renault Avantime să fie mai rapid decât Mitsubishi Lancer Evolution X? • May practică curse cu Mika Häkkinen | Mark Wahlberg                                                           | 16 noiembrie 2008 |
| 4 | 101   | „Seria 12, Episod 04” | Pagani Zonda Roadster F • Bugatti Veyron                                                   | Cursa ECO Blackpool Illuminations | Harry Enfield                                                           | 23 noiembrie 2008 |
| 5 | 102   | „Seria 12, Episod 05” | Lexus IS F • BMW M3 • Ferrari Daytona                                                      | Cursă: Barcă cu motor vs. Ferrari Daytona - Portofino spre Saint-Tropez • Gâsind cel mai bun autobuz pentru Anglia                       | Kevin McCloud • Anthony Reid • Matt Neal • Gordon Shedden • Tom Chilton | 30 noiembrie 2008 |
| 6 | 103   | „Seria 12, Episod 06” | Veritas RS III • Caterham R500 Superlight • Ford Fiesta                                    | Comuniștii au făcut cea mai buna mașină din lume?                                                                                        | Boris Johnson                                                           | 7 decembrie 2008  |
| 7 | 104   | „Seria 12, Episod 07” | Tesla Roadster • Honda FCX Clarity                                                         | Cincisprezece ani British Touring Car racing: amintiri și accidente • Premiile Top Gear 2008                                             | Sir Tom Jones                                                           | 14 decembrie 2008 |
| 8 | 105   | „Seria 12, Episod 08” | None                                                                                       | Vietnam Special | Stigși vărul comunist                                                   | 28 decembrie 2008 |

### Seria Treisprezece
| # | Total | Titlu                   | Review                                                        | Provocări | Invitați           | Dată originală |
| - | ----- | ----------------------- | ------------------------------------------------------------- | --- | ------------------ | -------------- |
| 1 | 106   | „Seria 13, Episod 01”   | Lotus Evora • Ferrari FXX                                     | Race to the North – Jaguar XK120 vs. Vincent Black Shadow vs. Tornado locomotive                                                                                                   | Michael Schumacher | 21 iunie 2009  |
| 2 | 107   | „Seria 13, Episod 02”   | Lamborghini Murciélago LP 670-4 SV                            | Care este mașina perfectă pentru 17 ani - £2,500? • Cursă: Mercedes-Benz SLR McLaren 722 Edition vs. Lamborghini Murciélago LP 670-4 SV • Cursă II: Bugatti Veyron vs. McLaren F1  | Stephen Fry        | 28 iunie 2009  |
| 3 | 108   | „Seria 13, Episod 03”   | Mercedes-Benz SL65 AMG Black Series • Various small cars      | Top Gear plays "Car Sauna" • May goes rallying with Ken Block against Ricky Carmichael at an airfield • Is there a car that can be cheap and cheerful? TG reluctantly investigate. | Michael McIntyre   | 5 iulie 2009   |
| 4 | 109   | „Series 13, Episode 04” | Ford Focus RS vs Renault Mégane R26.R                         | Cursă: Porsche Panamera S vs. serviciul Royal Mail • Jeremy joacă British Bulldogs                                                                                                 | Usain Bolt         | 12 iulie 2009  |
| 5 | 110   | „Seria 13, Episod 05”   | Jaguar XFR vs. BMW M5                                         | Un coupe poate fi foarte bun front-wheel drive form (Porsche 944 S2, Nissan 300ZX, Ford Capri 2.8i) • Jeremy este inspirat de trailerul pentru o planeta verde                     | Sienna Miller      | 19 iulie 2009  |
| 6 | 111   | „Seria 13, Episod 06”   | BMW Z4 • Nissan 370Z                                          | Pre-1982 £3000 mașini clasice TSD rally în Mallorca (Austin-Healey Sprite, Lanchester 12, Citroen Ami)                                                                             | Brian Johnson      | 26 iulie 2009  |
| 7 | 112   | „Seria 13, Episod 07”   | Vauxhall VXR8 Bathurst • HSV Maloo • Aston Martin V12 Vantage | Clarkson and May make Volkswagen Scirocco advertisements that aren't boring | Jay Leno           | 2 august 2009  |

### Seria Paisprezece
| # | Total | Titlu                   | Review | Provocări | Invitați | Dată originală    |
| - | ----- | ----------------------- | --- | --- | --- | ----------------- |
| 1 | 113   | „Series 14, Episode 01” | BMW 760Li • Mercedes-Benz S63 AMG • Lamborghini Gallardo LP560-4 Spyder • Ferrari California • Aston Martin DBS Volante | GT în România. Prezentatorii văd Casa Poporului, Mamaia și apoi Transfăgărășanul, care, după spusele lor este cel mai minunat drum din lume.        | Eric Bana | 15 noiembrie 2009 |
| 2 | 114   | „Seria 14, Episod 02”   | Chevrolet Corvette C6 ZR1 vs. Audi R8 V10 • Geoff                                                                       | Echipa construiește o mașina electric care să fie mai bună decât G-Wiz                                                                              | Michael Sheen • The Stig's Vegetarian cousin                                                                    | 22 noiembrie 2009 |
| 3 | 115   | „Seria 14, Episod 03”   | Hawk HF3000 • Lamborghini Gallardo LP550-2 Valentino Balboni                                                            | Clarkson și Hammond spun de ce Lancia a făcut cel mai mare număr de mașini grozave • May zboară într-un avion.                                      | Chris Evans | 29 noiembrie 2009 |
| 4 | 116   | „Series 14, Episod 04”  | BMW X5 M • Audi Q7 V12 • Range Rover (2010MY) • Renault Twingo 133                                                      | Vehicul de aeroport • Conducând Renault Twingo 133 (test drive)                                                                                     | Guy Ritchie • Ross Kemp • Tom Chilton • Matt Neal • Mat Jackson • Gordon Shedden • Anthony Reid • Stuart Oliver | 6 decembrie 2009  |
| 5 | 117   | „Seria 14, Episod 05”   | Noble M600 | Echipa creează propriul motiv prin care dovedesc că mașinile sunt mai bune decât arta tradițională.                                                 | Jenson Button                                                                                                   | 20 decembrie 2009 |
| 6 | 118   | „Seria 14, Episod 06”   | None | Bolivia Special | None | 27 decembrie 2009 |
| 7 | 119   | „Seria 14, Episod 07”   | Lexus LFA • BMW X6 • Vauxhall Insignia VXR                                                                              | Clarkson și 'bugetul său redus' conduc BMW X6 • May și Margaret Calvert reflectă asupra semnelor de circulație din Anglia. • Premiile Top Gear 2009 | Seasick Steve • Margaret Calvert                                                                                | 3 January 2010    |

### Seria Cincisprezece
| # | Total | Titlu                 | Review                                             | Provocări | Invitați | Dată originală |
| - | ----- | --------------------- | -------------------------------------------------- | --- | --- | -------------- |
| 1 | 120   | „Seria 15, Episod 01” | Bentley Continental Supersports                    | James testează Toyota Hilux Invincible • Richard cumpără Chevrolet Lacetti                                                                           | Nick Robinson • Al Murray • Peter Jones • Peta 23 from Essex • Johnny Vaughan • Bill Bailey • Louie Spence • Amy Williams | 27 iunie 2010  |
| 2 | 121   | „Seria 15, Episod 02” | Porsche 911 Sport Classic • Porsche Boxster Spyder | Echipa caută un salon second-hand. and track days on a budget of £5,000. (Mercedes-Benz 190 Cosworth, BMW M3 (E36), Ford Sierra Cosworth)            | Alastair Campbell • The Stig's German Cousin                                                                              | 4 iulie 2010   |
| 3 | 122   | „Seria 15, Episod 03” | Chevrolet Camaro SS vs. Mercedes-Benz E63 AMG      | Echipa dorește să găsească cea mai bună mașină din lume cu patru uși, folosind Aston Martin Rapide, un Porsche Panamera și un Maserati Quattroporte. | Rupert Grint • Rubens Barrichello                                                                                         | 11 iulie 2010  |
| 4 | 123   | „Seria 15, Episod 04” | Audi R8 V10 Spyder vs. Porsche 997 Turbo Cabriolet | Echipa găsește soluția caraveneo și folosesc motoare Land Rover 110, Citroen CX și Lotus Eclat                                                       | Andy García | 18 iulie 2010  |
| 5 | 124   | „Seria 15, Episod 05” | Volkswagen Touareg • Bugatti Veyron Super Sport    | Richard testează noul Volkswagen Touareg cu doi snowmibileri în Suedia • James testează Bugatti Veyron Super Sport                                   | Tom Cruise • Cameron Diaz                                                                                                 | 25 iulie 2010  |
| 6 | 125   | „Seria 15, Episod 06” | Ferrari 458 Italia                                 | Echipa caută cea mai bună mașină britanică tip sport. (Jensen-Healey, TVR S2, Lotus Elan)                                                            | Jeff Goldblum | 1 august 2010  |